# Lars-Erik Larsson (szermierz)
Lars-Erik Nils Orvar Larsson (ur. 3 grudnia 1944 w Sztokholmie) – szwedzki szermierz, dwukrotny medalista mistrzostw świata.
Podczas mistrzostw świata w Moskwie w 1966 roku Szwedzi w składzie: Carl-Erik Broms, Hans Lagerwall, Lars-Erik Larsson, Jan Skogh i Carl von Essen zdobyli brązowy medal w zawodach drużynowych. Wynik ten powtórzył na rozgrywanych trzy lata później mistrzostwach świata w Hawanie.
Wystartował na igrzyskach olimpijskich w Meksyku w 1968 roku, gdzie w szpadzie indywidualnej odpadł w drugiej rundzie, a drużynowo był dziewiąty. Były to jego jedyne starty olimpijskie.